# Ropansanken
Ropansanken är skär i Åland (Finland). De ligger i den sydöstra delen av landskapet, 40 km öster om huvudstaden Mariehamn.
Terrängen runt Ropansanken är mycket platt. Trakten är glest befolkad. Närmaste större samhälle är Föglö, 16,6 km väster om Ropansanken. 